# Jamie McMurray

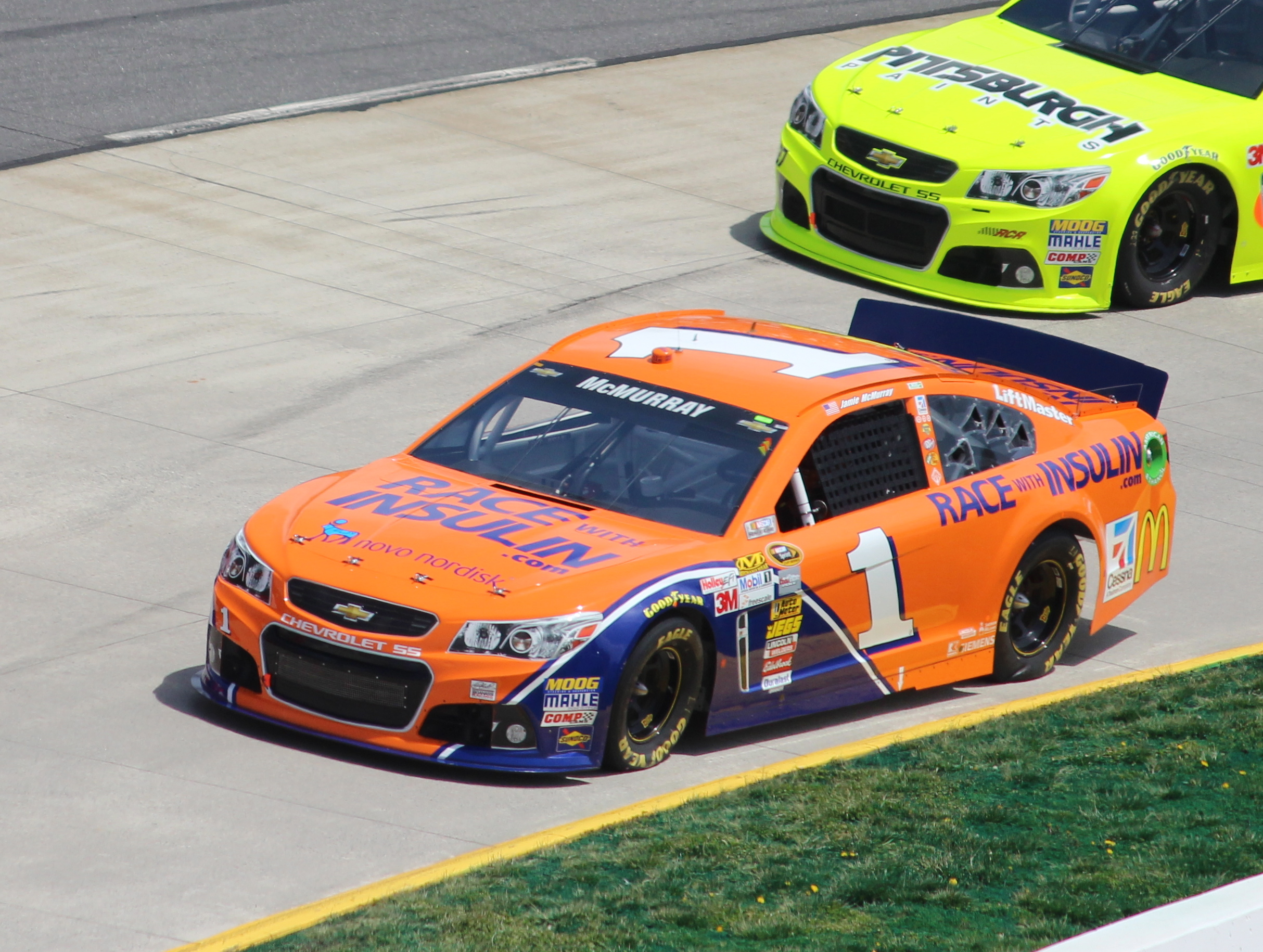
McMurray compitiendo en Martinsville 2013.

Jamie McMurray (Joplin, de Misuri, 3 de junio de 1976) es un piloto de automovilismo estadounidense retirado, especializado en stock cars. Ha disputado la Copa NASCAR desde 2002 entre 2019, logrando siete victorias y 63 top 5. Sus mejores resultados de campeonato han sido 11º en 2004, 12º en 2005 y 2017, y 13º en 2015 y 2016.
Es conocido por ganar el UAW-GM Quality 500 de 2002 en Charlotte Motor Speedway como piloto sustituto en su segunda carrera de la Copa NASCAR; y ganó las 500 Millas de Daytona, y las 400 Millas de Brickyard, en 2010, lo que convierte actualmente en uno de los tres únicos pilotos en ganar las 500 Millas de Daytona y la Brickyard 400 en el mismo año. Por otra parte, triunfó en sport prototipos en las 24 Horas de Daytona de 2015.
Actualmente, trabaja como periodista de NASCAR para la cadena de televisión de Fox Sports.

## Carrera deportiva
McMurray comenzó su carreras cuando empezó a competir con karts a la edad de ocho años en su ciudad natal de Joplin, Misuri. En 1991 fue campeón nacional de karting. Luego, McMurray comenzó a competir en late models en 1992 y compitió en la ARCA RE/MAX Challenge en 1998 y 1999.
En 1999, McMurray hizo cuatro carreras en la NASCAR Truck Series. En 2000, corrió 15 carreras y obtuvo cuatro top 10.
Durante 2001 y 2002, participó a tiempo completo en la NASCAR Busch Series, conduciendo el Chevrolet Monte Carlo No. 27 para Brewco Motorsports. El último año fue mejor para McMurray, ya que ganó dos carreras y terminó sexto en la clasificación general por puntos. Antes de la carrera de otoño en Richmond en 2002, Chip Ganassi anunció que McMurray sería el piloto de una Dodge patrocinado por Texaco-Havoline en 2003. 
También en 2002 McMurray participó en un total de seis carreras en la Copa NASCAR conduciendo un Dodge para Ganassi; en apenas su segunda carrera en la Copa NASCAR, McMurray gana por primera vez en la categoría en el UAW-GM Quality 500 en Charlotte. McMurray había sido constante durante toda la noche, y lideró 96 de los últimas 100 vueltas para lograr la victoria. Se considera una de las mayores sorpresas en la historia de NASCAR. Esta victoria estableció un récord en la era moderna de la menor cantidad de carreras disputadas por un piloto para conseguir su primera victoria (que ya ha sido empatado recientemente por Trevor Bayne en las 500 Millas de Daytona de 2011).
En su primera temporada completa en la Copa NASCAR en 2003, consiguió 5 top 5, y 13 top 10, además de lograr su primera pole position en la categoría en la Ford 400, para terminar; aparte ganó el premio a Novato del Año en la Copa. El año siguiente Jamie fue más competitivo, obtuvo 9 top 5, y 23 top 10, pero en malos resultados en otras carreras, lo dejaron undécimo en el campeonato principal. En 2005, decayó ligeramente su rendimiento para terminar duodécimo con 4 top 5, y 10 top 10, antes de que el próximo año dejará la Dodge de Ganassi, para manejar un Ford para Roush Racing.
Estuvo en el equipo de Jack Roush desde 2006 hasta 2009, y su paso fue complicado, y en ese periodo logró 2 victorias, y terminó en los puestos 16 en la Copa 2008, 17 en el 2007, 22 en el 2009, y 25 en el 2005.
Para 2010, McMurray llegó a Earnhardt Ganassi Racing, donde se reencontró con su antiguo dueño, Chip Ganassi. A partir de allí, comenzó a competir bajo la marca Chevrolet, con la cual continuaría compitiendo hasta la actualidad. En las 500 Millas de Daytona del 2010, logra conseguir la victoria, manteniendo a raya a Dale Earnhardt Jr., y liderando solamente dos vueltas. En ese mismo año, también ganó la 400 millas de Brickyard, lo que lo convirtió en uno de los tres únicos pilotos en ganar el 500 millas de Daytona y la Brickyard 400 en el mismo año. A pesar de sus dos victorias importantes, McMurray no ingresó a la Caza por la Copa; después ganaría la Bank of America 500 en el lugar de su primera victoria: Charlotte Motor Speedway. Así, McMurray terminó 14º en la clasificación con tres victorias y nueve top 5. 
La siguiente temporada de McMurray con Earnardt Ganassi Racing fue decepcionante en comparación con la anterior; logró solo 4 top 10, y terminó la temporada en la posición 27 en la clasificación. El 2012 no fue mucho mejor de McMurray; terminó la temporada con solo tres top ten y sin victorias, acabó en el puesto 21 en el campeonato.
McMurray volvió a lograr una victoria en 2013 con Ganassi. Con cuatro top 5 y nueve top 10, se ubicó 15º en la tabla general. Al año siguiente, logró 7 top 5 y 13 top 10, finalizando 18º en el campeonato.
En 2015, McMurray cosechó 7 top 10 en la temporada regular y su constancia le permitió clasificar a la Caza. Eliminado en la primera ronda, logró un combinado de 4 top 5 y 10 top 10 para resultar 13º en el campeonato. El año siguiente, McMurray logró 9 top 10 para clasificarse a la Caza por la Copa. Otra vez, eliminado en primera ronda, resultó 13º con dos top 5 y 12 top 10. En 2017, llegando hasta la segunda ronda, McMurray finalizó 12º  con 3 top 5 y 17 top 10.
En 2018, McMurray no pudo avanzar a la postemporada y quedó 20º en el campeonato con dos llegadas entre los cinco primeros. Se despidió de la Copa NASCAR en 2019, disputando solamente en las 500 Millas de Daytona, pero no acabó la carrera.
Desde que se convirtió en piloto regular de la Copa NASCAR en 2003, siguió compitiendo a tiempo parcial en la NASCAR Xfinity Series; logró 2 victorias en 2003, 3 en 2004, y 1 en 2010. McMurray también ha competido en la Truck Series, donde disputó 3 fechas en 2004, y 1 en 2008, y logró 1 victoria en la fecha de Martinsville 2004.
Además ha competido en la Grand-Am Rolex Sports Car Series y en la United SportsCar Championship como piloto invitado para el equipo Ganassi. Compitió en 6 ocasiones las 24 Horas de Daytona (2005, 2010-2013, 2015-2016), y la fecha de Indianápolis 2012,. Logró la victoria absoluta en las 24 Horas de Daytona 2015, un segundo puesto en Daytona 2011, y tres cuartos puestos.